# Locomotiva Class 9 Eurotunnel
Le Locomotive Class 9 Eurotunnel o 9000 Eurotunnel sono una famiglia di motrici elettriche costruite specificamente per il trasporto di veicoli nell'Eurotunnel, la galleria che permette il collegamento ferroviario tra le coste francesi e quelle inglesi. Poiché vengono usate su convogli che effettuano il servizio navetta per il trasporto di autoveicoli, sono anche note col nome di Le Shuttle o Eurotunnel Shuttle.

## Storia

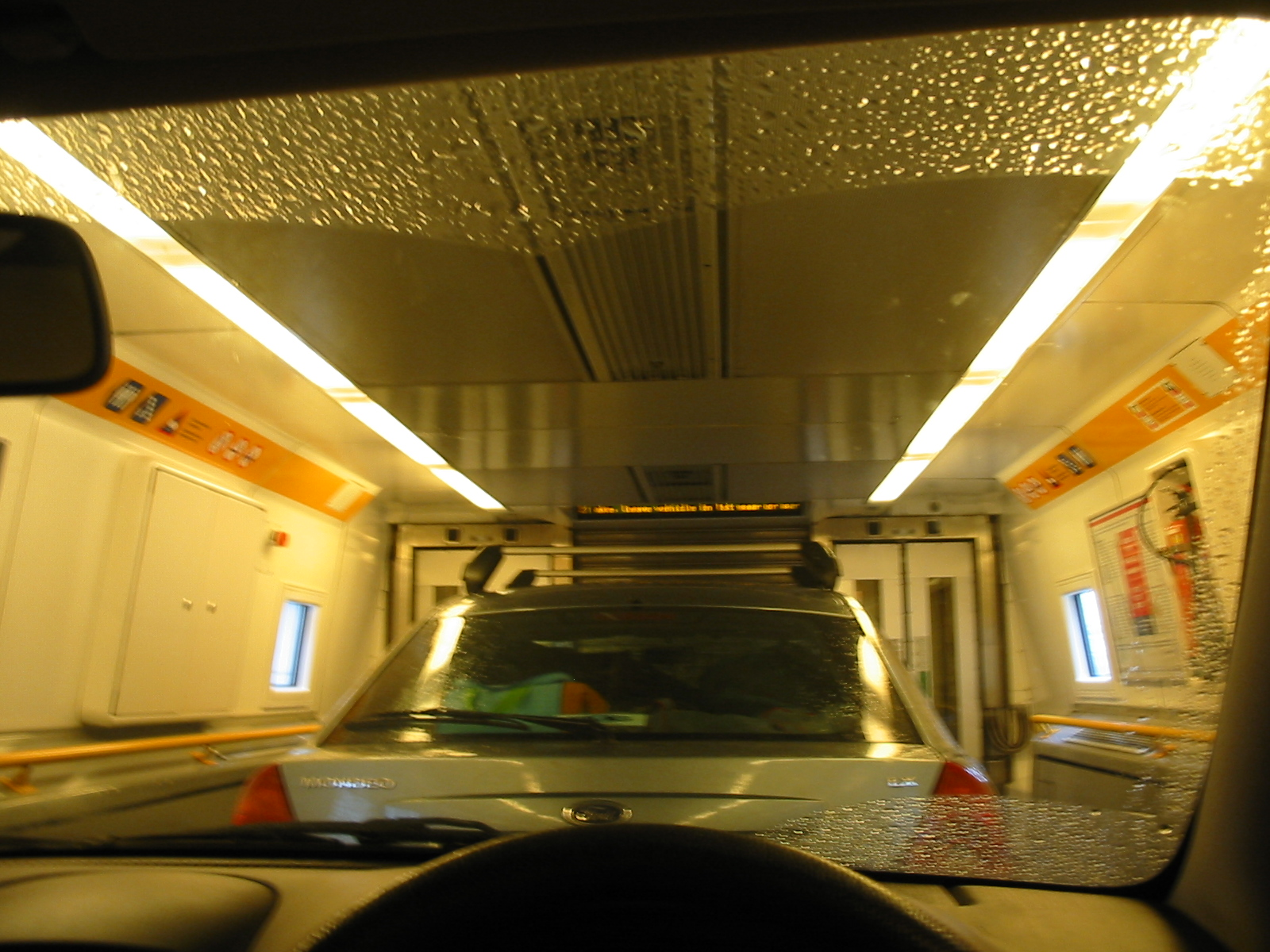
L'interno di un carro per trasporto auto

La commessa da parte del Consorzio Eurotunnel per questi veicoli risale al 1989, due anni dopo l'inizio dei lavori di scavo del tunnel stesso e due anni prima della loro conclusione: non era possibile, per le numerose peculiarità dell'opera, utilizzare delle motrici tradizionali per effettuare il trasferimento veloce degli autoveicoli tra le due estremità del tunnel, a meno di comporre convogli molto corti e quindi antieconomici. La consegna è iniziata nel 1993.
I lunghi treni navetta carichi di automobili, autocarri e rimorchi sarebbero arrivati a pesare oltre 2100 tonnellate, e avrebbero dovuto affrontare una discesa ed una salita, alle due estremità del percorso, lunghe oltre 16 chilometri e dalla ragguardevole inclinazione dell'11‰. La richiesta di potenza per uno sforzo simile avrebbe dovuto prevedere il ricorso alla doppia trazione, che però pone problemi di costi e di gestione del materiale rotabile. All'epoca non erano ancora diffuse motrici ad alta potenza come quelle oggi usate sul Brennero, e anche quelle esistenti non potevano raggiungere i 160 km/h previsti dalla commessa.
Il limite di 160 km/h derivò da un attento studio aerodinamico condotto nel Tunnel del Sempione: la percorrenza di un treno in galleria è solitamente ostacolata da una serie di fattori aerodinamici:
- al passaggio del treno, si sviluppano sul musetto e sui fianchi della cabina una serie di onde di compressione che possono creare problemi di stabilità all'ingresso nel tunnel e ostacolano il flusso dell'aria in corsa: per questo è necessario un musetto più affusolato del normale, in grado di convogliare adeguatamente le masse d'aria
- gli sbalzi di pressione tra la fiancata e la parete del tunnel aumentano la resistenza aerodinamica del veicolo, e richiedono una pressurizzazione il più possibile efficace per il comfort del personale
- il consumo di energia aumenta con progressione quadratica all'aumentare della velocità, e in modo ancora più critico in una condizione dove il deflusso dell'aria è ostacolato dalle pareti della galleria.

Per questo, dopo alcune corse di prova e test computerizzati per raggiungere un rapporto energia/trazione economicamente conveniente si decise di limitare a "soli" 160 km/h la velocità dei treni navetta, comunque una velocità eccezionale per convogli così pesanti. Per ottenere questa prestazione ogni convoglio venne previsto con due locomotive, una ad ogni estremità, ognuna da 5600 kW; in caso di guasto ad una delle due macchine, l'altra può fungere da locomotiva di soccorso spingendo (o trainando) il convoglio fuori dal tunnel a 30 km/h.

## Tecnica
La scelta del rodiggio è caduta su una disposizione di tipo Bo'Bo'Bo', sia per la necessità di alta aderenza sulle locomotive, sia per limitare l'usura dei binari degli stretti percorsi anulari posti alle estremità della linea, che il convoglio percorre per invertire la direzione alla maggiore velocità possibile e caratterizzati dal corto raggio di curvatura (280 m) e dal piccolo dislivello della corda alta (70mm): una configurazione del genere sarebbe stata messa in difficoltà dall'uso di motrici di tipo Co'Co', data la maggiore lunghezza del passo rigido, mentre la presenza di tre carrelli ha consentito di inserire un gioco trasversale su quello centrale.
Inoltre, con 136 tonnellate di peso, le locomotive sarebbero state troppo pesanti per l'utilizzo di rodiggi con un numero di assi inferiore a sei.
Le locomotive sono alimentate dalla catenaria ad alta tensione, 25 kV CA a 50 Hertz: l'energia è captata da un pantografo monobraccio a grande elevazione di tipo Brecknell-Willis e trasferita, tramite una conversione a corrente continua stabilizzata prima ed in trifase a frequenza variabile poi, a sei motori elettrici da 960 kW di potenza continuativa. L'intero sistema di guida è informatizzato, mentre l'accoppiamento tra le due locomotive alle estremità del convoglio è effettuato tramite un sistema drive by wire in fibra ottica.
Secondo l'uso sia francese che inglese, il guidatore è posto sulla sinistra del banco di manovra, mentre il lato destro è destinato al secondo macchinista che svolge le funzioni di controllore e di guidatore in caso di emergenza. Le prime locomotive consegnate avevano una seconda cabina più piccola nella parte posteriore della locomotiva, per le operazioni di movimentazione nelle stazioni di fine corsa, ma non è stata inserita nella versione definitiva.
Il treno è dotato di un sistema di ripetizione del segnale in cabina di tipo TVM 430, usato anche per le linee ad alta velocità francesi.
I convogli solitamente posti al traino sono composti da una serie di pianali accoppiati senza soluzione di continuità, chiusi in una grossa gabbia metallica che protegge i veicoli posti al suo interno o in carri con carenature fisse o mobili. È anche prevista una carrozza per ospitare gli autisti dei mezzi trasportati.
Sono stati allestiti 21 convogli, che compiono in tutto oltre 40 corse al giorno, della durata di 35 minuti ognuna. Nel 2004 il traffico annuale servito da questi mezzi ha ammontato a 2.101.323 automobili, 1.281.207 camion e 63.467 autobus.
Poiché adottano la sagoma limite standard europea, più grande di quella inglese, per essere trasferiti da e verso gli stabilimenti della Brush Traction, in cui vengono svolte le operazioni di manutenzione ordinaria e straordinaria, devono essere caricate su speciali camion attrezzati.

## Incidenti

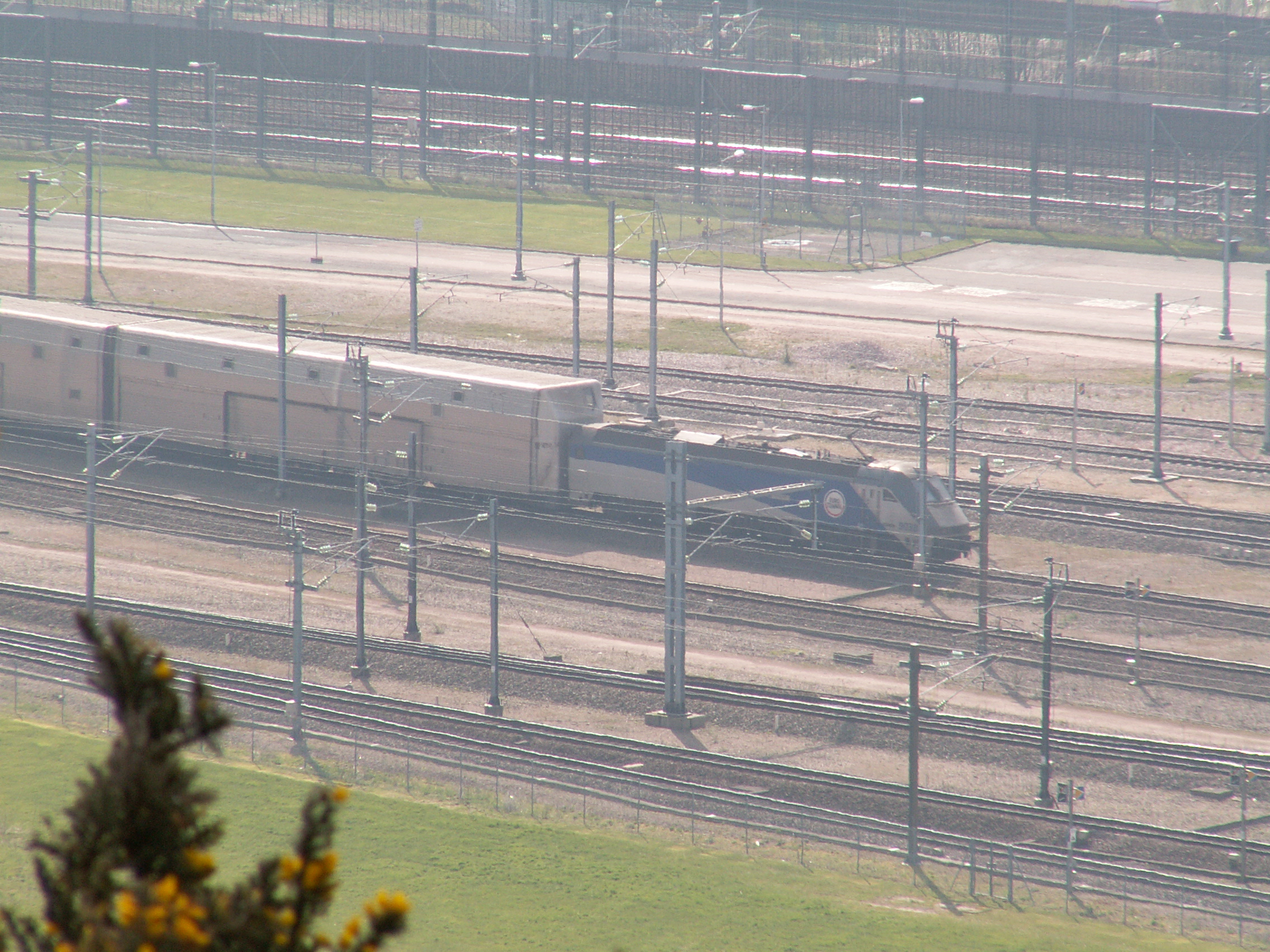
Un Le Shuttle in transito a Dover

L'unico incidente serio avvenuto ad oggi nel Tunnel è quello del 18 novembre 1996 che ha coinvolto uno di questi treni, che viaggiava con un carico di autotreni.
A causa dello scoppio di un incendio su un convoglio partito da Calais e diretto a Folkestone, i passeggeri e il personale vennero prontamente evacuati dopo aver fatto fermare il treno. L'incendio ha danneggiato seriamente 200 metri di tunnel e in maniera meno grave altri 200 metri; non ci sono state vittime.
In seguito all'incidente il tunnel ha operato solo per le merci per due settimane e a regime ridotto per un altro mese, fino alla riapertura il 6 gennaio 1997.